# 폴리우스
폴리우스(러시아어: ПАО "Полюс")는 러시아의 금광 업체이다. 생산량(2019년 금 생산량 284만 온스)으로는 러시아 최대 금 생산업체이자, 세계 10대 금광업체 중 하나다. 폴리우스의 주요 자산은 동부 시베리아와 러시아 극동 - 크라스노야르스크 변경주, 이르쿠츠크 주, 마가단 주, 사하 공화국에 있다.
이 회사는 러시아의 억만장자이자 정치인인 술레이만 케리모브의 아들인 사이드 케리모브가 지배하고 있다.